# 楊諒
楊諒（6世纪—605年），字德章，一名傑，隋文帝楊堅第五子，母独孤皇后。因不滿隋煬帝楊廣，起兵造反，被楊素率兵擊敗，被囚至死。

## 生平
開皇元年（581年），立為漢王。
開皇十二年（592年），封為雍州牧，加上柱國、右衛大將軍，轉左衛大將軍。
開皇十七年（597年），任并州（今山西太原）總管，領地西起太行山，東至渤海，北達燕門關，南距黃河的52州，楊堅很寵愛這幼子，特授予楊諒遇事不必拘于律令限制，可自行行事的特權。
開皇十八年（598年）高句麗婴阳王高元率騎兵萬余進擾遼西，被營州總管韋衝擊退，隋文帝遂命楊諒、上柱國王世積為行軍元帥，高熲为汉王长史，周罗睺為水軍總管，率大軍30萬，進攻高句麗。強渡遼水又時逢雨季，軍中疫病流行，不利而還。開皇十九年（599年）突厥犯邊境，隋文帝以楊諒為行軍元帥，楊素大敗突厥。
太子楊勇被廢令楊諒心不安穩，因據守在當時天下精兵之地，心中便有了異心，上諫隋文帝說：「突厥方強，立即讓太原為重鎮，宜修武備。」隋文帝聽從。於是召了很多工人，製造兵器，貯存於并州。招僱亡命之徒，左右親戚故舊，將近數萬人。任命南梁將軍王僧辯的兒子王頍為咨議參軍，和重用以前是南陳的將軍蕭摩訶。
到蜀王楊秀因罪被廢，使得楊諒愈加不安。仁壽四年（604年）隋文帝駕崩，楊廣派車騎將軍屈突通帶著隋文帝的詔書，召楊諒回朝。楊諒知有異，不聽從遂起兵反叛。總管司馬皇甫誕勸諫不可，楊諒大怒，囚禁了皇甫誕。
王頍建議楊諒說：「大王手下將領士卒的家屬們，都在關西（函谷關以西），如果用他們當主力，就應該發動攻擊，長驅直入，直接奪取京師（首都大興），是所謂疾雷不及掩耳。如果只打算佔據北齊舊有疆域（楊諒管轄地），則應任用東方（函谷關以東）人。」楊諒不能決定，於是兼用兩種策略，宣稱「楊素謀反，要誅殺他，以清君側。」
聞喜（山西省聞喜縣）人總管府兵曹裴文安建議楊諒說：「井陘（河北省井陘縣西）以西地區（山西省），完全在大王控制之下，山東（太行山以東）武裝部隊，也由大王指揮，應該全部動員，派老弱殘兵駐守險要，但仍命他們隨時擴充土地。然後率領精銳，直入蒲津關（山西省永濟市西黃河渡口），我願充當前鋒，大王率主力繼進，閃電攻擊，挺進霸上（陝西省西安市東灞河畔）；咸陽（陝西省咸陽市）以東地區，可以從容不迫的把它平定。此時，京師震動騷擾，軍隊不能馬上集結，上下互相猜疑，人心離散。我們立即發號施令，誰敢不聽。用不了十天，大事可定。」
楊諒大喜，派大將軍余公理，從太谷（山西省太谷縣）出發，前往河陽（河南省孟州市）；大將軍綦良，從滏口（河北省武安市西南）出發，前往黎陽（河南省浚縣）；大將軍劉建，從井陘（太行八陘之五·河北省井陘縣西）出發，奪取燕趙地區（河北省）；柱國喬鐘葵從雁門（山西省代縣）出發。任命裴文安當柱國，和紇單貴、王聃、大將軍茹茹天保等率軍直指京師。到了距蒲津關一百多里處，楊諒忽然改變主意，命紇單貴破壞黃河大橋，堅守蒲州（山西省永濟縣），召回裴文安。裴文安返抵晉陽說：「軍事行動，必須詭秘神速，為的是要出敵人意料之外，大王既不親征，我又被調返，使敵人計成，大事就會永去。」楊諒不回答，任命王聃當蒲州刺史（山西省永濟縣），裴文安當晉州（山西省臨汾市），薛粹當絳州（山西省新絳縣），梁菩薩當潞州（山西省長治市），韋道正當韓州（山西省襄垣縣），張伯英當澤州（山西省晉城市）刺史。
隋煬帝派楊素率騎兵五千，襲擊王聃、紇單貴據守的蒲州，攻破，进而率步兵與騎兵共四萬取晋阳。楊諒派趙子開守高壁岭，楊素擊敗他。楊諒得知消息大為恐懼，親率大軍在蒿澤（汾陽縣北湖泊）佈陣抵抗。不料下大雨，楊諒打算率軍撤退，王頍勸諫說：「楊素孤軍深入我方陣地，人困馬乏，大王率領精銳部隊，親自出擊，一定取得勝利。而今見到敵人就要退走，顯示我們膽怯，使軍心沮喪，更增加對方軍隊的氣焰，大王千萬不可回軍。」楊諒不聽從，退守清源（山西省清徐縣）。楊素進而發動攻擊。杨谅妻兄主簿豆卢毓一直反对杨谅起兵，于是释放皇甫诞，夺取晋阳，不让杨谅回城。杨谅回军破城，豆卢毓、皇甫诞都被杀。
楊諒與杨素大戰，死了一萬八千人，退保晋阳，楊素四面包圍，楊諒束手無策，請求投降，文武百官上奏楊諒罪當死，隋煬帝說：「始終是兄弟，在情不忍心，欲饒恕免其一死。」於是削為民，除其戶籍，楊諒遂被囚禁而死。兒子楊顥也因此被禁錮，宇文化及弒逆隋煬帝之時，遇害。

## 家庭

### 王妃
- 豆卢氏，隋朝上柱国、夏州总管、楚襄公豆卢勣之女

### 子女
- 楊顥：被禁錮，當宇文化及弒逆隋煬帝之時，遇害。

## 傳記文獻
- 《隋書》卷45，列傳第10
- 《北史》卷71，列傳第59

## 外部連結
[在维基数据编辑]
 《北史·卷071》，出自李延壽《北史》
 《隋書·卷45》，出自魏徵《隋书》